# 오마곶

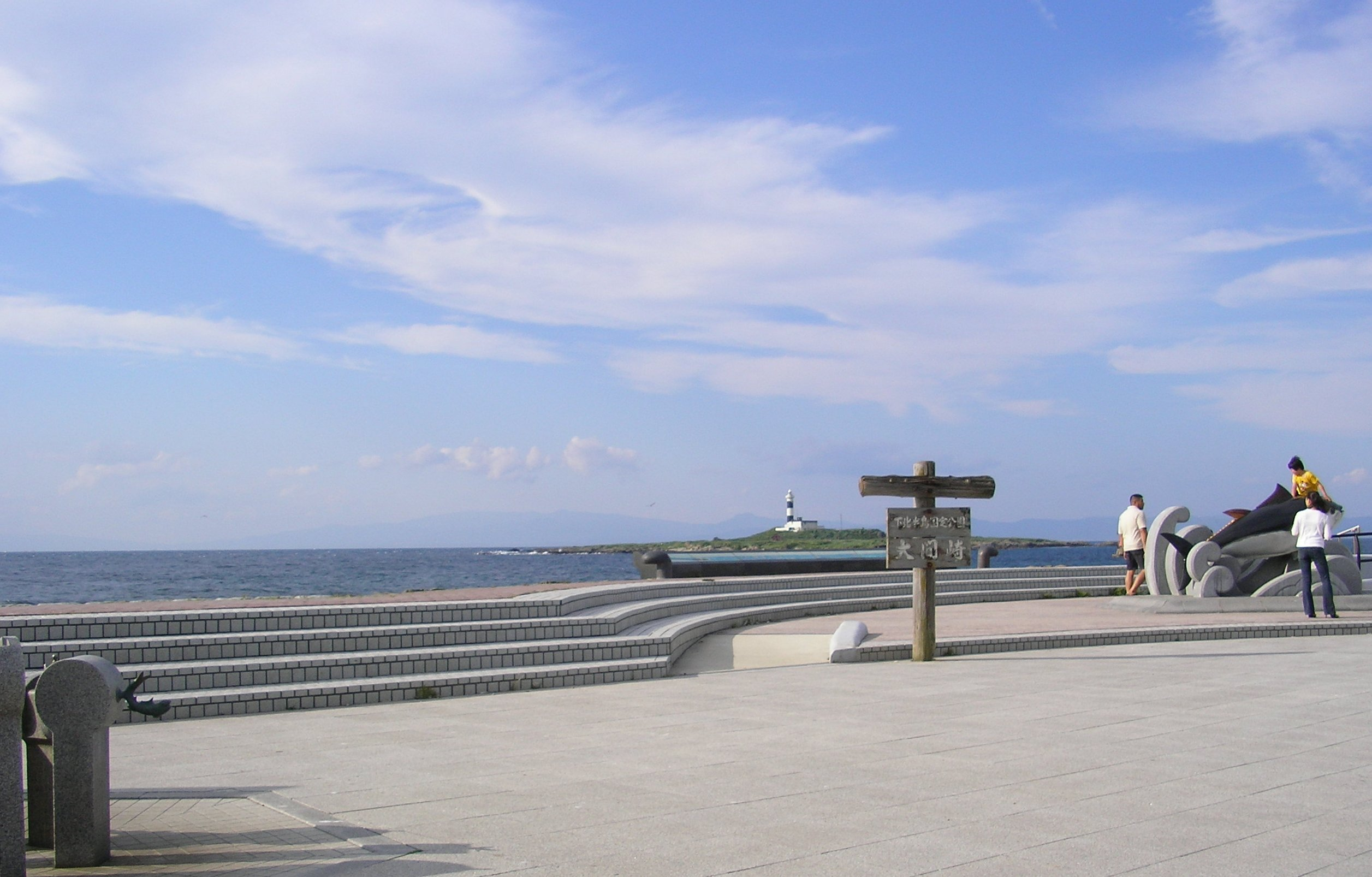
오마곶 (2005년 8월)

오마곶(大間崎 오마자키[*])은 일본 아오모리현 시모키타군 오마정에 있는 곶으로, 혼슈 최북단이다. 화창한 날은 쓰가루 해협을 끼고 하코다테산에서 에산에 걸쳐 홋카이도의 해안이 눈앞에 펼쳐진다. 시모키타반도 국정공원으로 지정되어 있다.